# Tellinger István
Tellinger István (Munkács, 1940. március 25. – Miskolc, 2008. július 17.) magyar grafikusművész, a Széchenyi Irodalmi és Művészeti Akadémia Miskolci Területi Csoportjának tagja. Miskolcon alkotott.

## Élete, munkássága

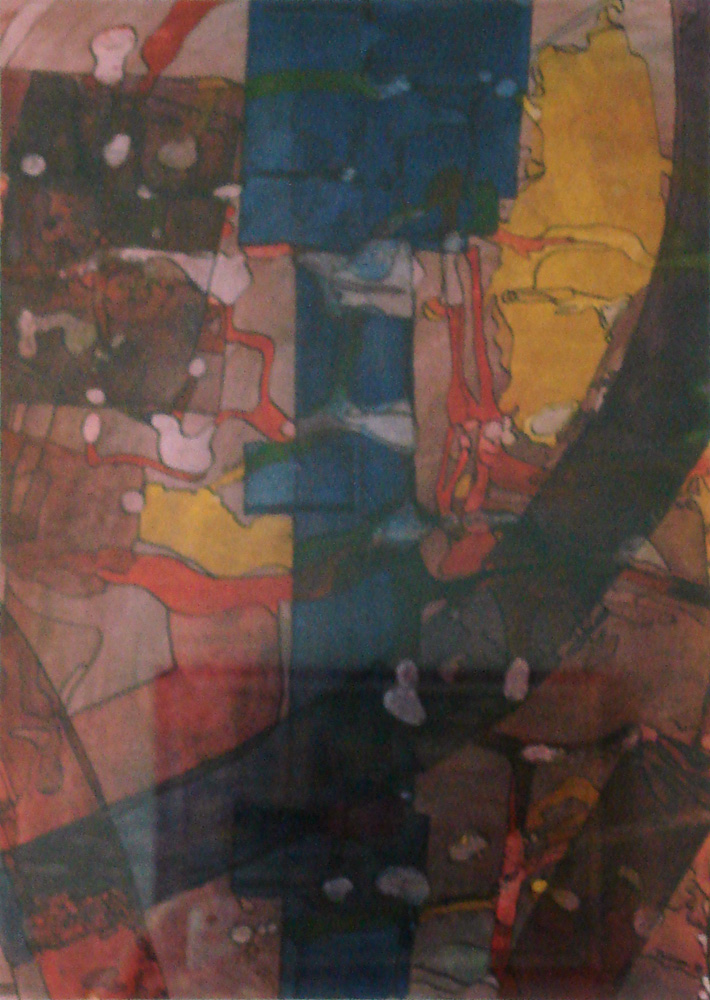
Tellinger István alkotása

Tellinger István Munkácson született, de születése után édesanyja Miskolcra hozta. Rendkívül szegényes körülmények között éltek a Toronyalja utcában. Sok mindennel foglalkozott: volt lakatosinas és segéd, dolgozott az építőiparban technikusként, tervezőként. A pesti lakatos iskolában a szakrajztanára egy festőművész volt, Bor Ferenc, akinek hatására felébredt, megerősödött rajzolási szenvedélye (később mondta magáról, hogy „kényszeres rajzoló”). A Főiskolára kétszer is megkísérelte a felvételt – sikertelenül. A képzőművészettel aktívan 1960-ban kezdett el foglalkozni, bekapcsolódott az akkoriban már országos hírű Miskolci Grafikai Műhely munkájába. Az ott munkálkodó grafikusok (Kondor Béla, Lenkey Zoltán, Csohány Kálmán) segítségével sajátította el a grafika szakmai ismereteit, de főleg Lukovszky László segítségével, akit mesterének is tekintett, aki „kinyitotta a szemét”.
Első kiállítása a Libresszó nevű könyvtár-kiállítóhelyben volt 1969-ben. Ettől kezdve folyamatos résztvevője volt a helyi, majd országos kiállításoknak. A grafika, a rézkarc és a linóleummetszet  volt fő kifejezési formája – részben Lukovszky hatására is, de fametszettel is foglalkozott. Később – főleg az 1990-es évektől – színes grafikákat, majd festményeket is készített, annak ellenére, hogy magát mindig is grafikusnak tartotta. Sajátos kifejezésformája feltűnést és elismerést hozott számára a különböző kiállításokon. „Az én filozófiám az, hogy megpróbáltam mindig is azt megrajzolni, azt megfesteni, amit én gondolok, én érzek. … Mert a művészet az átfogalmaz, átír” – nyilatkozta. Sokat foglalkozott újsággrafikával is (mint a miskolci grafikusok közül többen): 1967 óta jelentek meg munkái az Élet és Irodalom, a Napjaink, az Észak-Magyarország, a Népszava, a Magyar Hírlap lapjain, sőt önálló grafikai számok is megjelentek alkotásaival (Borsodi Szemle, Élet és Irodalom, Borsodi Művelődés, Könyvtáros). Szívesen foglalkozott kisgrafikákkal, ex librisekkel, amikkel díjakat is nyert. Anyagi okokból – de hivatástudatból is – tanított, a Gábor Áron Művészeti Szakközépiskolában rajzra oktatta az ifjúságot. Zárkózott, néha keserű hangú művésznek tartották. Ezt ő maga is elfogadta, de 50 éves korától kezdett megváltozni világlátása. „Minden zárkózottságom és keserűségem a szorongásaimból fakadt. … Messzebbről nézve a dolgokat sokkal kevesebb szomorúságra okot adó dolgot látok, és sokkal több izgalmas kérdést találok a körülöttem lévő világban ” – mondta.
Tagja volt a Magyar Alkotóművészek Országos Egyesületének, a Magyar Képző- és Iparművészek Szövetségének és a Magyar Grafikusművészek Szövetségének. Alkotásait őrzi például a miskolci Herman Ottó Múzeum és a budapesti Magyar Nemzeti Galéria. Miskolc városától megkapta a Kondor Béla-díjat. 
Mezei Ottó ezt írta művészetéről: „…grafikai lapjainak (képeinek) művészi hitele, meggyőzőereje nőttön-nőtt, még ha mindezt alig kísérte is megbecsülés, külső elismerés. E következetes (kutató)munka eredményeként teremtette meg a maga gondosan és hajlékonyan artikulált művészi nyelvét, amely a grafikai és festői elemek alkalmazása révén, bármiféle stiláris monotónia nélkül változatos formai összefüggések megjelenítésére vált alkalmassá.” Ő maga így írt ugyanerről: „»Művészi hitvallásom« érzelmeim, gondolataim, rögeszméim, a világról és emberekről alkotott saját véleményem képekben történő megfogalmazása. Az esztétikai kategóriák, képi fogalmazás és mesterség megtanulása. Hitem, hogy az általam feldolgozott témák adalékai, részei lehetnek a mának és saját életemnek.”

## Egyéni kiállításai
- 1967 – Libresszó, Miskolc
- 1971 – Érc- és Ásványbányászati Múzeum, Rudabánya
- 1973 – Gyűjteményes kiállítás, Miskolci Galéria, Miskolc
- 1977 – Mini Galéria, Miskolc
- 1977 – Eötvös Károly Megyei Könyvtár, Veszprém
- 1977 – Jókai Mór Városi Könyvtár, Pápa
- 1978 – Helikon Galéria, Budapest
- 1979 – Vörösmarty Művelődési Ház, Miskolc
- 1979 – Semmelweis Kórház, Miskolc
- 1979 – Művelődési Ház, Tokaj
- 1980 – Selyemréti Munkásszálló, Miskolc
- 1980 – Művelődési Központ, Sátoraljaújhely
- 1981 – Gyűjteményes kiállítás, Miskolci Galéria, Miskolc
- 1982 – Kazinczy Múzeum, Sátoraljaújhely
- 1984 – Városi kiállítóterem, Kazincbarcika
- 1985 – Mini Galéria, Miskolc
- 1986 – Szakmunkás Galéria, Miskolc
- 1986 – Kazinczy Ferenc Múzeum, Sátoraljaújhely
- 1989 – Művelődési Ház, Encs
- 1989 – Mini Galéria, Miskolc
- 1989 – Művelődés Ház, Sárospatak
- 1990 – Templom Galéria, Tokaj
- 1991 – Gyűjteményes kiállítás, Miskolci Galéria, Miskolc
- 1992 – József Attila Könyvtár, Miskolc
- 1992 – Művelődési Központ, Tiszaújváros
- 1992 – Kazinczy Ferenc Múzeum, Sátoraljaújhely
- 1992 – Színek - álmok, Muzsikaház, Fertőd
- 1992 – József Attila Könyvtár, Miskolc
- 1994 – Gábor Áron Szakközépiskola, Miskolc
- 1995 – II. Rákóczi Ferenc Megyei Könyvtár, Miskolc
- 1996 – Sárospataki Képtár – Megyeház Galéria, Sárospatak
- 1996 – Miskolc – Miskolci Galéria, Miskolc

## Csoportos kiállításai
- 1967–73, 1985, 1989, 1991 – Országos grafikai biennále, Miskolc
- 1968 – X. Miskolci Országos Képzőművészeti Kiállítás, Miskolc
- 1969 – V. Észak-magyarországi Területi Képzőművészeti Kiállítás, Miskolc
- 1969 – Magyar Művészet 1945–1969, Műcsarnok, Budapest
- 1969–72 – Rajzok, Miskolci Galéria, Miskolc
- 1970 – Borsod-Miskolci Napok, Budapest
- 1970–72 – Stúdió…, Ernst Múzeum, Budapest
- 1970, 1984–90 – Országos Akvarell Biennále, Eger
- 1970 – Miskolci Grafikusok Kiállítása, Katowice, Lengyelország
- 1970 – Fiatal Képzőművészek Tárlata, Vác
- 1970–74, 1978, 1982, 1986–90, 1994 – Téli Tárlat, Miskolci Galéria, Miskolc
- 1970 – Ex Libris Kiállítás, Ernst Múzeum, Budapest
- 1971 – Új művek, Műcsarnok, Budapest
- 1971–87, 1991–95 – Salgótarjáni Tavaszi Tárlat, Salgótarján
- 1971–76, 1979  Rajzok, Miskolci Galéria, Miskolc
- 1972 – Nyári Művésztelep, Zabrze, Lengyelország
- 1972 – Dózsa-kiállítás, Mini Galéria, Miskolc
- 1973 – Szegedi Nyári Tárlat, Szeged
- 1975 – Miskolci Képzőművészek, Uitz Terem, Dunaújváros
- 1975 – Városi Gyűjtemény, Miskolci Képtár, Miskolc
- 1975 – Magyar Kisgrafika, Csók István Galéria, Budapest
- 1975 – Országos Kisgrafikai Kiállítás, Cegléd
- 1975 – Borsod megyei Képzőművészeti Kiállítás, Leninváros
- 1975 – Balatoni Kisgrafikai Biennále, Keszthely
- 1977 – Ex Libris Kiállítás, Pesterzsébeti Múzeum, Budapest
- 1979 – Gyermekév '79. Gyermekváros, Miskolc
- 1979 – Kiállítás az egyetem alapításának 30. évfordulójára, Nehézipari Műszaki Egyetem, Miskolc
- 1980 – Rajzok, szobrok, Miskolci Galéria, Miskolc
- 1980 – Miskolci Képzőművészek Kiállítása, Pécs, Szombathely
- 1980 – Sátoraljaújhelyi Művésztelep, Sátoraljaújhely
- 1981 – V. Országos Kisgrafikai Kiállítás, Cegléd
- 1984 – Miskolci Képzőművészek Kiállítása, Szőnyi István Terem, Miskolc
- 1984 – Művészek a vérellátásért – Borsodi Képzőművészek Tárlata, Miskolc
- 1985 – Képzőművészeti Világhét, Mini Galéria, Miskolc
- 1985 – Kelet-Szlovákiai Művésztelep, Ólubló, Csehszlovákia
- 1986 – Rajzok, grafikák, akvarellek, Miskolci Galéria, Miskolc
- 1987 – Illusztrációk, II. Rákóczi Ferenc Megyei Könyvtár, Miskolc
- 1987 – Ex Libris kiállítás, József Attila Könyvtár, Miskolc
- 1988 – Borsod-Abaúj-Zemplén megye képzőművészeinek tárlata, József Attila Könyvtár, Miskolc
- 1988, 1992, 1994 – IV. Országos Rajzbiennále, Salgótarján
- 1991 – II. Zempléni Nyári Tárlat, Sátoraljaújhely
- 1992 – Grafikai Műtermek, Csók István Galéria, Budapest
- 1992 – ICP jótékonysági bál, Miskolc
- 1992 – Kisgrafikai Kiállítás, Újpesti Galéria, Budapest
- 1994 – Tavaszi Tárlat, Budapest
- 2001 – Feketén-fehéren, Műcsarnok, Budapest